# Carrer Doctor Robert (Rubí)
Carrer Doctor Robert és un carrer del municipi de Rubí (Vallès Occidental) amb un conjunt d'habitatges protegits com a bé cultural d'interès local.

## Conjunt protegit
A la plaça de la Vila, a més de l'edifici de l'Ajuntament de Rubí s'aboca un conjunt de set habitatges de planta baixa i un pis de planta rectangular disposats a la banda assolellada del carrer Doctor Robert. Els altres laterals de la plaça no són especialment interessants però permeten limitar un espai gairebé quadrat que guarda molt bé les proporcions amb l'escala de l'entorn. La uniformitat donada per l'arquitectura artesana i de mestres d'obra i el contrapunt que es genera amb l'Ajuntament li atorguen un especial valor escenogràfic.
La composició de la façana de les cases del conjunt té dos eixos i disposa d'un accés lateral protegit per la llosa del balcó del pis superior, i és molt semblant a altres edificis típics del carrer. A l'altre extrem de la façana es disposen les obertures que han estat distorsionades en l'actualitat i al primer pis una motllura que fingeix ser una obertura tapiada. Les plantes baixes estan distorsionades per obertures noves i un cert desordre en els rètols, aparells i instal·lacions vistes.
La relació dels números dels edificis protegits és 29-31-33-35-37-39-41-43.